# 오리지널 치킨

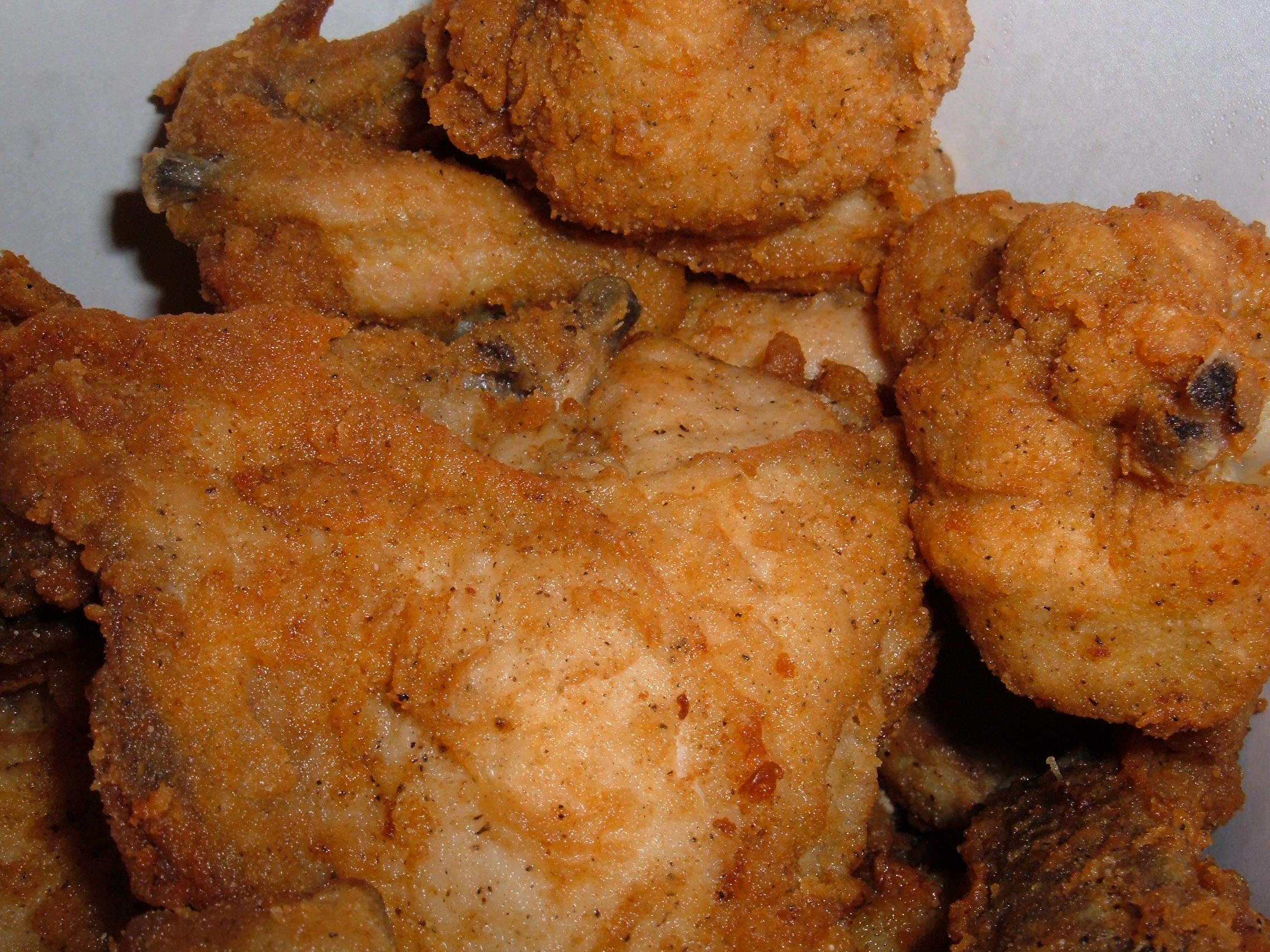
오리지널 치킨

KFC 오리지널 치킨(KFC Original Chicken)은 KFC에서 독자적인 레시피로 생산되는 프라이드 치킨이다. KFC 오리지널 레시피(KFC Original Recipe)라고도 부르며, 한국에서도 아르바이트 용어로 오리지널 레시피를 줄인 OR이라고도 부른다.
다른 프라이드 치킨과 다른 점으로 특수 제작된 압력솥에 기름과 닭고기를 넣고 고온 고압으로 튀겨내어 만드는 특징이 있다. 이 때문에 튀김옷이 다소 부드러운 식감을 가지고 있다. KFC에서 말하는 '11가지 비밀양념'(11 herbs and spices)이 이 오리지널 치킨에 사용된다. 튀김옷은 밀가루 외에 소금과 후추 등의 양념을 조금 추가하여 만들어내기 때문에 다소 짭짤한 맛을 낸다. 더불어 염지한 닭고기를 튀김가루에 장시간 담가놓는다. 이후 튀길 때 14분 30초가량 튀겨낸다.

## 역사
오리지널 치킨의 레시피는 KFC의 창업자 커널 샌더스가 고안해내었다. 1930년대 후반에 샌더스가 40세였을 무렵 식당을 운영하면서 9년 동안 닭 튀김 조리법을 연구한 끝에 11개의 비밀 양념 레시피를 완성하고, 기존의 닭튀김 조리법인 팬 튀김 방식에서 압력솥을 통한 튀김 방식으로 조리 시간을 단축하였다.
1950년대 후반에 KFC가 설립된 이후 오리지널 치킨의 레시피, 특히 '11가지 비밀양념'이라 부르는 양념재료는 철저히 비밀로 부치고 있으며, 각 체인점에서도 미리 혼합된 양념을 납품한다.

## 인기도
미국을 비롯한 대부분의 나라에서는 오리지날 치킨이 인기가 높고, 핫크리스피의 인기는 낮다. 한국에서는 반대로 오리지날 치킨의 인기가 높지 않아서 소수들만이 즐겨먹는 종류으로 인식되고, 대신 핫 크리스피 치킨의 인기가 더 높다. 이는 핫 크리스피의 바삭한 식감과 매콤한 양념이 한국인의 입맛에 더 잘 맞기 때문인 것으로 보고 있다. 이런 이유 때문에 다른 나라의 KFC가 주로 오리지널 치킨 패티를 사용하는 것 과 달리 한국의 KFC에서는 햄버거 패티를 모두 핫크리스피로 만들어낸다. 이는 오리지널 치킨 패티의 판매량이 매우 저조하여 오리지널 치킨 패티를 판매하지 않기 때문이다.

## 같이 보기
- 닭튀김
- KFC
- 치킨